# جنگل گوتجوال
جنگل گوتجوال (به لاتین: Gotjawal Forest) یک جنگل در کره جنوبی است.